# 카모프 Ka-32
카모프 Ka-32는 카모프 Ka-27의 민수형 버전으로, 소련에서 개발하고 러시아에서 운용 중인 헬기이다. 밀 모스크바 헬리콥터 공장에서 제조되었으며, 개발 원형은 카모프 Ka-27PS다. 최초 개발 당시에는 북극권 및 시베리아 지역에서 운용하기 위한 목적으로 개발되었으나, 이후 전천후 다목적 헬기로 용도가 변경되었고 수색 및 구조, 수송, 하역, 순찰 및 공사 지원 등 다양한 임무를 수행했다. Ka-32는 첫 원형이 생산된 이후 Ka-32A, Ka-32AM, Ka-32AO, Ka-32K, Ka-32S, Ka-32SI 등 목적에 따른 다양한 파생형이 양산되었다.
카모프 Ka-32는 카모프 Ka-10 때부터 도입된 이중 반전 로터를 사용하여 호버링 능력과 운동성이 탁월하다. 엔진은 원형 Ka-32의 경우 클리모프 TV3-117을 장착했지만 이후 다양한 파생형에서는 다른 엔진을 채택했다. Ka-32A2의 경우에는 강하병을 투입하기 위해 강하 와이어를 장착하기도 했다. Ka-32AO의 경우 전자장비가 업그레이드 되었고, Ka-32K는 전반적인 기체 형태와 엔진이 변경되었다.
현재 카모프 Ka-32 및 그 파생형을 사용하는 국가에는 러시아, 캐나다, 우크라이나, 대한민국, 중화인민공화국 등이 있다. 대한민국의 경우 불곰사업을 통해 카모프 Ka-32S를 들여왔으며, 중화인민공화국의 경우 1985년부터 Ka-32의 파생형인 Ka-32A11BS를 라이선스 생산하고 있다.

## 같이 보기
- 카모프 Ka-27